# Langues en Albanie
La langue officielle de l'Albanie est l'albanais, qui est la langue maternelle de 89 % de la population du pays.

## Langues maternelles
| Langue maternelle | Population | %      |
| ----------------- | ---------- | ------ |
| Albanais          | 2 596 000  | 89,20  |
| Grec              | 73.930     | 3,30   |
| Macédonien        | 173 000    | 5,90   |
| Romani            | 4 025      | 0,20   |
| Aroumain          | 7 300      | 0,40   |
| Turc              | 1700       | 0,03   |
| Italien           | 7800       | 0,20   |
| Serbo-croate      | 1300       | 0,00   |
| Autre             | 1 870      | 0,07   |
| Total             | 2 903 900  | 100,00 |